# San Martín Ejido
San Martín Ejido är en ort och ejido i Mexiko, tillhörande kommunen Aculco i den nordvästra delen av delstaten Mexiko, i den centrala delen av landet. Orten hade 1 852 invånare vid folkräkningen 2010.